# Чилов (остров)
Чило́в (азерб. Çilov Adası, прежнее название — остров Жилой) — остров Апшеронского архипелага, в Каспийском море, находится в Азербайджане.

## География
Остров Чилов площадью около 6 км2 сложен песчано-глинистыми породами и покрыт ракушечным песком и скудной степной растительностью. С трёх сторон Чилов окружён подводными рифами.
В результате снижения уровня Каспийского моря, остров Урунос присоединился к Чилову.
Остров расположен в 25 км от Апшеронского полуострова и в 100 км от города Баку, попасть на него можно лишь при помощи морского транспорта или на вертолётах.
На острове Жилой с 50-х годов располагался зенитно-ракетный дивизион ПВО (6-й зрдн, в/ч 21462, 128 зрбр; штаб — п. Зиря), осуществлявший защиту Баку от ударов воздушного противника с восточного направления. На вооружении состоял зенитно-ракетный комплекс С-75. Расформирован и эвакуирован в 1992—1993 гг.

## Инфраструктура
На восточном берегу находится посёлок Чилов. В посёлке действуют детский сад, средняя школа, мечеть, водоочистительное управление, три общежития, медпункт, дом чая и другие общественные центры. Согласно данным января 2008 года, население острова составляло 791 человек. На 2015 год население увеличилось до 1692 человек.

## Этимология
Относительно русского названия острова, существуют две основные версии.
Ещё в 1763 году российский гидрограф Ф. И. Соймонов писал:

При концѣ пролива, по нѣсколько въ сторону, стоитъ островъ Жилой, однако на немъ жилья нѣтъ. Сказываютъ, что потому такъ именованъ, что извѣстной Донской Казакъ Стенька Разинъ, разбойничая на Каспійскомъ морѣ, жилъ тамъ нѣсколько времени.— Соймонов Ф.И. "Описание Каспийского моря и чиненных на оном Российских завоеваний" 1763г.
По другой версии остров Чилов был переименован в «Жилой» по созвучию. Старинное название острова Чилов — Шахилан, а первоначально он назывался Ронис (персидское название).

## Промышленность

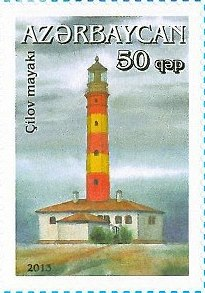
Чиловский маяк на марке

Основная отрасль промышленности — добыча нефти.
Месторождение «Чилов», расположенное на острове, находится в юго-западной акватории Апшеронского архипелага и частично в прибрежной зоне. Начало разработки «Чилов» состоялось в 1948 году. Промышленная разработка месторождения ведется с 1952 года. За все время работы на месторождении пробурено 115 скважин (по состоянию на март 2010 года функционировала 31 скважина).
За период разработки «Чилов» на месторождении добыто 4,81 миллиона тонн нефти. В настоящее время суточная добыча составляет 70 тонн (Данные 2010 года). Разработку осуществляет нефтегазодобывающее управление «28 мая» производственного объединения «Азнефть» ГНКАР.